# دشت‌های کانادا

رنگ سبز سه استان دشتی کانادا را نشان می دهد.

دشت‌های کانادا به منطقه‌ای می‌گویند که در غرب کانادا قرار دارد و می‌تواند طبق معیارهای طبیعی یا تقسیمات سیاسی تعریف شود. این دشت‌ها استان‌های آلبرتا، ساسکاچوان و مانیتوبا و بخش‌هایی از شمال شرقی بریتیش کلمبیا را در بر گرفته است، گرچه استان بریتیش کلمبیا از نظر تقسیمات سیاسی در این دشت‌ها قرار نمی‌گیرد.